# 24474 Ananthram
24474 Ananthram este un asteroid din centura principală de asteroizi.

## Descriere
24474 Ananthram este un asteroid din centura principală de asteroizi. A fost descoperit pe 1 noiembrie 2000 la Socorro, New Mexico, în cadrul proiectului LINEAR. Asteroidul prezintă o orbită caracterizată de o semiaxă mare de 2,35 ua, o excentricitate de 0,18 și o înclinație de 8,0° în raport cu ecliptica.